# 愛新覚羅胤ガ
愛新覚羅 胤䄉（あいしんかくら いんが、ᠠᡞᠰᡞᠨ ᡤᡞᠣᠷᠣ
ᠶᡡᠨ ᠣ、aisin-gioro in-o、1683年11月28日 - 1741年10月18日）は、清の康熙帝の十男。母は温僖貴妃（ニオフル氏）。名は雍正帝の即位後に允䄉と改めている。

## 生涯
康熙初年の4人の輔政大臣の一人で太祖ヌルハチの外孫でもあったエビルンの外孫であり、康熙帝の皇子の中で、生母の出身家系が最も高かった。
康熙帝の時代、多羅敦郡王に封じられ、正黄旗満洲・蒙古・漢軍三旗事に任命された。
胤禛（後の雍正帝、康熙帝の四男）と不仲であり、雍正2年（1724年）、ハルハ・モンゴルへの使者を命じられたが、途上で雍正帝を「雍正新君」を呼んで呪ったという罪に問われて逮捕され、王位を剥奪されて無期懲役に処せられた。
乾隆帝が即位すると、胤䄉は釈放され、輔国公に封じられた。乾隆6年（1741年）に死去。

## 登場作品
- テレビドラマ『宮廷女官 若曦』